# قرى مشاريق الجرار
قرى مشاريق الجرار، هو اسم يطلق على مجموعة قرى فلسطينية تقع شرقي جنين بالضفة الغربية، عرفت بهذا الاسم في الحقبة العثمانية في القرن الثامن عشر والتاسع عشر.

## التسمية
سميت بهذا الاسم نسبة إلى آل جرار، كانت صانور في العهد العثماني مركزاً لشيوخ آل جرار، الذين جبوا الضرائب من القرى المجاورة وفق طريقة الالتزام للدولة العثمانية، سميت هذه القرى مشاريق لأنها تقع بوجه عام شرقي جنين، وتضم 20 قرية.

## التاريخ
تعتبر قرى مشاريق الجرار من قرى المشيخة التي كانت سائدة في أواخر الحقبة العثمانية، نذكر منها:
(قرى الكراسي، قرى جورة عمرة، قرى العِرقيات، قرى الكفريات، قرى النزلات، قرى الصعبيات، قرى الشعراوية، قرى مشاريق البيتاوي، قرى مشاريق الجرار، قرى الجماعينيات، قرى الزعبية، قرى بني صعب، قرى بني حارث، قرى بني زيد).

## عدد قرى مشاريق الجرار
تضم قرى مشاريق الجرار 20 قرية، منها:
(صانور، الزاوية، جربا، ميثلون، سيريس، الجديدة، جبع، الفندقومية، عنزة، صير، الكفير، تلفيت، مسلية، قباطية، عين نينه، الجنزور، الزبابدة، المغير، أم التوت ورابا).